# والتر بيرغمان
والتر بيرغمان (بالإنجليزية: Walter Bergman)‏ هو عالم عملات جنوب أفريقي، ولد في 30 يوليو 1913 في كونيغسبرغ في الإمبراطورية الروسية، وتوفي في 1986 في كيب تاون في جنوب أفريقيا.